# Jerome Schottenstein Center
Jerome Schottenstein Center (znana powszechnie jako Schottenstein Center) – wielofunkcyjna arena położona na kampusie Uniwersytetu Stanu Ohio w Columbus w Ohio. Została otwarta w 1998 roku, a koszt jej budowy wyniósł 116 milionów dolarów. Obiekt nazwany został na cześć Jerome'a Schottensteina, założyciela Schottenstein Stores Corp. oraz czynnego działacza na rzecz Columbus.
Schottenstein Center jest domową areną męskiej drużyny koszykarskiej oraz hokejowej Ohio State Buckeyes z Uniwersytetu Stanu Ohio. 
W 2005 roku w arenie odbyła się Frozen Four NCAA. Poza tym w Schottenstein Center odbywa się wiele koncertów, a wśród artystów, którzy tam wystąpili, są Gwen Stefani, Bruce Springsteen, Carrie Underwood, Britney Spears, Taylor Swift, Journey.